# Aleksander Kwaśniewski
Aleksander Kwaśniewski GColIH (Białogard, 15 de Novembro de 1954) é um político polaco. Foi presidente da Polónia entre 1995 e 2005. Nasceu em Białogard e, durante o regime comunista, participou activamente no sindicato comunista dos estudantes polacos (Socjalistyczny Związek Studentów Polskich) e foi ministro dos desportos nos anos 80. Foi líder do partido de esquerda Socjaldemokracja Rzeczypospolitej Polskiej (Partido Democrático e Social da República da Polónia), sucessor do antigo partido dos trabalhadores polacos.
Kwaśniewski foi eleito presidente em 1995, derrotando o seu adversário Lech Wałęsa. A 2 de Setembro de 1997 recebeu o Grande-Colar da Ordem do Infante D. Henrique de Portugal. Foi re-eleito para um segundo mandato em 2000, com uma vitória na primeira volta. Em 2005, no fim do seu mandato, foi sucedido pelo conservador Lech Kaczyński.
Casou-se com a advogada Jolanta Konty (agora Kwaśniewska) em 1979. Têm uma filha.
Kwaśniewski define-se como ateu. Formou-se em jornalismo.